# Черноморска отточна област
Черноморската отточна област е част от територията на България, чиито речни води се вливат към акваторията на Черно море.
Условно някои автори в областта на хидрологията от нея отделят Дунавската отточна област. Така се приема, че към тази област принадлежат само реките, които пряко вливат водите си в Черно море, а не като притоци на р. Дунав.
- Айтоска река
- Ахелой
- Батова река
- Велека
- Двойница
- Дяволска река
- Изворска река
- Камчия
- Караагач
- Провадийска река
- Резовска река
- Ропотамо
- Русокастренска река
- Средецка река
- Факийска река
- Фъндъклийска река
- Хаджийска река
- Чукарска река